# Borodino (jeu vidéo)
Pour les articles homonymes, voir Borodino.
Borodino est un jeu vidéo de type wargame créé par Peter Turcan et publié par Atari sous le label ARC en 1988 sur Atari ST, puis porté sur Amiga et IBM PC en  1989. Le jeu simule la bataille de Borodino qui oppose la Grande Armée de Napoléon Ier à l’Armée impériale russe commandée par le prince Koutouzov, le 7 septembre 1812, pendant la campagne de Russie. Le joueur y incarne le commandant en chef d'une des deux armées – Napoléon ou Koutouzov – et dirige son armée sur un champ de bataille représenté en 3D et qu'il observe en vue à la première personne. Le joueur ne donne pas directement des ordres à ses unités mais doit les adresses à ses subordonnés, les commandants de corps d'armée, qui à leur tour les transmettent aux commandants de division. Le jeu se déroule au tour par tour. Chaque tour représente 15 minutes et permet au joueur de donner jusqu'à huit ordres, qui peuvent être plus ou moins complexes. Il est le premier volet d'une série de wargames, baptisée Battlescapes, publié sous le label ARC d'Atari. Il est notamment suivi d'Armada et de Trafalgar,.

## Accueil
| Borodino              |      |        |
| Média                 | Pays | Notes  |
| ACE                   | GB   | 89,1 % |
| Amiga Action          | GB   | 84%    |
| Computer Gaming World | US   | 2.5/5  |
| Joystick              | FR   | 72 %   |
| The Games Machine     | GB   | 57 %   |